# Dorsa Lister
Die Dorsa Lister ist eine Gruppe von Dorsa des Erdmondes. Sie ist ungefähr 203 km lang und liegt in der Ebene des Mare Serenitatis, nördlich des Kraters Plinius. Sie bilden einen großen Bogen, der im Westen beim Krater Bessel beginnt, in südöstlicher Richtung verläuft, bis er im Süden Dorsum Nicol berührt und dann sich nach Nordosten wendet und westlich von Bessel verschwindet. 
Sie wurde 1976 nach dem britischen Geologen und Zoologen Martin Lister benannt.